# Parque nacional de Hakusan
El parque nacional de Hakusan (白山国立公園, Hakusan Kokuritsu Kōen) es un parque nacional en la región de Chūbu de Honshū, Japón. Creado en 1962, abarca los límites de las prefecturas de Fukui, Gifu, Ishikawa y Toyama. Su principal característica geográfica es el monte Haku. En 1980, una zona de 480 km² correspondiente al parque nacional fue designada Reserva del Hombre y la Biosfera por la UNESCO.

## Historia
El parque fue designado originalmente como parque cuasi-nacional de Hakusan (白山国定公園, Hakusan Kokutei Kōen), en 1955. Recibió el estatus de parque nacional completo en 1962.

## Flora y fauna
La vegetación del parque abarca desde zonas templadas cálidas hasta zonas alpinas. La base de las montañas está cubierta por bosques de coníferas, dominados por abetos, pinos y cedros japoneses. También hay bosques caducifolios y arbolados, dominados por el roble de Mongolia y el haya japonesa. En las elevaciones más altas hay paisajes abiertos.
En Hakusan viven el águila real, el águila de montaña y varias especies de mamíferos de mayor tamaño típicas de las islas japonesas, como el macaco japonés, el oso negro asiático, el serow japonés y el ciervo sika.

## Sitios de interés
El monte Akausagi (赤兎山), el monte Haku, Heisen-ji Hakusan Jinja (平泉寺白山神社), las cataratas de Hyakuyojō (百四丈滝), las montañas de Kyō (経ヶ岳), las cataratas de Shiramizu (白水滝).

## Municipios vecinos
- Fukui: Ōno, Katsuyama
- Gifu: Gujō, Takayama, Shirakawa, Gifu
- Ishikawa: Hakusan
- Toyama: Nanto[6]